# Kanton Saint-Doulchard
Der Kanton Saint-Doulchard ist seit 1982 ein französischer Wahlkreis im Département Cher und in der Region Centre-Val de Loire. Er umfasst drei Gemeinden im Arrondissement Bourges.

## Gemeinden
Der Kanton hat 15.271 Einwohner (Stand: 1. Januar 2022) auf einer Gesamtfläche von 69,50 km²:
| Gemeinde                | Einwohner 1. Januar 2022 | Fläche km² | Dichte Einw./km² | Code INSEE | Postleitzahl |
| ----------------------- | ------------------------ | ---------- | ---------------- | ---------- | ------------ |
| La Chapelle-Saint-Ursin | 3.687                    | 7,83       | 471              | 18050      | 18570        |
| Marmagne                | 1.934                    | 37,66      | 51               | 18138      | 18500        |
| Saint-Doulchard         | 9.650                    | 24,01      | 402              | 18205      | 18230        |
| Kanton Saint-Doulchard  | 15.271                   | 69,50      | 220              | 1813       | –            |

Im Rahmen der landesweiten Neuordnung der französischen Kantone im Frühjahr 2015 blieb sein Zuschnitt unverändert. Er besaß vor 2015 allerdings einen anderen INSEE-Code als heute, nämlich 1835.

## Politik
| Vertreter im Departementrat | Vertreter im Departementrat     | Vertreter im Departementrat |
| Amtszeit                    | Namen                           | Partei                      |
| --------------------------- | ------------------------------- | --------------------------- |
| 2001–2015                   | Yvon Beuchon                    | DVG                         |
| 2015–                       | Françoise Le Duc Thierry Vallée | UD                          |